# Bidjocka
 (mars 2018).
Si vous disposez d'ouvrages ou d'articles de référence ou si vous connaissez des sites web de qualité traitant du thème abordé ici, merci de compléter l'article en donnant les références utiles à sa vérifiabilité et en les liant à la section « Notes et références ».
Bidjocka, ou Bidjoka, est un village de la région du Centre du Cameroun.
Il est localisé dans l'arrondissement (commune) de Messondo. On y accède soit par la voie routière qui lie Éséka à Bidjocka, soit par le chemin de fer trans-camerounais au niveau de la gare de Bidjocka (aujourd'hui dénommée Hikoa Malep).

## Géographie

### Localisation et communes limitrophes
Bidjocka est un des 35 villages de la commune d’arrondissement de Messondo qui est située dans le département du Nyong-et-Kéllé en région du Centre. Il est limité par les villages Ndog Bessol (6 km), Badjob (7 km) et Hikoa Malep (1 km). Il est situé à 30 km d'Éséka (chef-lieu du Département du Nyong-et-Kellé) et à 23 km de Messondo.

### Climat
Le climat local est de type équatorial humide et chaud, notamment en saison sèche. Les températures moyennes se situent autour de 25°. La pluviométrie annuelle moyenne est d’environ 2 250 mm.
C’est un climat camerounais côtier, caractérisé par un régime de pluies subéquatorial à allure tropicale : pluies abondantes, faibles variations de température, forte humidité toute l'année. On distingue généralement de façon arbitraire, puisqu’il peut presque toute l’année, deux saisons sèches et deux saisons de pluies. La petite saison de pluies ici dénommée Hilondè part de mars à mai, suivie d’une petite saison sèche nommée Hikan qui part de juin à août avant la grande saison de pluies ou Njéba, allant de mi août à fin octobre. Le cycle s’achève par une longue saison sèche qui va de novembre à février.

### Relief et sols
L'altitude moyenne varie de 200 à 250 m en zone relativement plane dont une des caractéristiques est la présence de nombreuses vallées encadrant des rivières et sources souvent enfermées dans de petits marécages.
Du point de vue pédologie il est possible de distinguer trois classes de sols :
- des sols ferrallitiques ;
- des sols hydromorphes ;
- des sols peu évolués.

Les sols de cette région se rattachent au schéma suivant :
- horizon humifère généralement réduit (3 à 10 cm au maximum), variable suivant la végétation, de texture sableuse à sablo-argileuse ;
- horizon brun jaune, jaune brun ou jaune rouge, (couleurs D56, D58, D63, D66, D68 au code Expolaire) d'épaisseur très variable, de texture argilo-sableuse à argileuse, à structure fondue et porosité faible ;
- horizon d'accumulation hétérogène, formé d'un mélange de terre brun-jaune, de quartz plus ou moins grossier, de morceaux de roches altérées et ferrugineuses, de concrétions ferrugineuses arrondies, le tout plus ou moins tacheté de rouge ;
- horizon de roche altérée très épais le plus souvent rouge à violet, avec des trainées plus claires blanches à jaunes.

### Voies de communications et transports
Le village Bidjocka est accessible par un réseau de routes de terre dont une départementale qui part d'Éséka jusqu’à Messondo, et une route créée et entretenue par la Socapalm (Société Camerounaise de Palmeraies) qui atteint le centre du village en bifurquant de la route principale pour pénétrer dans leur palmeraie. L’entretien de ces routes dont l’effectivité varie selon les années et demeure problématique, rendant parfois l’accès très pénible, surtout pour les voitures et camions. Par contre, l’émergence du transport par motocyclette a apporté une révolution certaine aux déplacements des populations et des marchandises dans les zones rurales même si leurs services sont relativement élevés.
La voie de communication la plus viable reste le chemin de fer qui traverse le village et dont la gare se situe à 800 mètres du centre du village. Deux trains de la Compagnie Camrail exploitée en concession par le Groupe Bolloré, y font escale dans chaque sens au niveau de la gare dénommée Hikoa Malep.

### Habitat et infrastructures
Plusieurs types d’habitat caractérisent le pays rural du village avec les imposantes bâtisses en brique de terre datant de l’époque coloniale (l’ancienne gare de Bidjocka et les maisons des cheminots) qui côtoient les humbles maisonnées en terre battue. Entre ces deux extrêmes on retrouve les maisons modernes en brique de ciment ou de terre, les maisons en terre battue crépies avec un mortier au ciment et des maisons en bois.

## Histoire

### Étymologie
Étymologiquement le nom Bidjocka ou Bitjocka ou plus exactement « Bitjaga » vient du mot bassa Tja (prononcer tcha) qui signifie payer, s’acquitter d’une dette. On dit ainsi « mè Tja wè » pour dire « je te suis quitte ». En outre, le préfixe Bi indique plus souvent en bassa la notion de pluriel. Le mot Bitjaga signifie « main levée » c'est-à-dire l’acte qui fait cesser les effets d’une saisie, d’une opposition, d’une hypothèque ou d’un gage. Pris dans le contexte de son utilisation nommer un enfant Bitjaga ou Bidjocka signifie que le père vient d’être dégagé d’une hypothèque pesant sur lui.

### Origine et fondation
Le village Bidjoka tire son nom de celui de son fondateur, le Chef Supérieur Bidjoka Bi Tum Makan qui s'y installa probablement au début du XXe siècle dans le souci du colonisateur allemand de regrouper les populations autour des voies de communication et notamment du chemin de fer dont ils avaient entrepris la construction dès 1909 sur l'axe Douala-Yaoundé. C'est en honneur au Chef Supérieur Bidjoka Bi Tum que les Allemands baptisent de son nom la gare qu'abrite son village et qui a été le tout premier terminus du chemin de fer à une distance de 150 km en partant de Douala. Bidjocka est un village du Cameroun qui a connu auparavant le régime colonial sous plusieurs puissances étrangères avant l'indépendance du pays en 1960.

#### Sous le régime du protectorat allemand
Bidjocka Bi Tum, le fondateur du village a eu l’insigne privilège d’avoir été désigné par le Conseil suprême des Ba Mbombog/Ba Mpèpè pour être intronisé comme Roi (ou Chef supérieur) des Bassa Bati Mpo’o. il a donc inauguré la nouvelle institution cheffale réclamée par les Allemands et concédée par l’assemblée traditionnelle. C’est de cette chefferie et par souci du découpage rationnel du territoire que d’autres chefferies sont nées sous la conduite opérationnelle du Roi Bidjocka Bi Tum.
Malgré quelques heurts avec le colon allemand pour des soupçons d’appartenance à un groupe mystique de résistants des hommes panthères (Njéé Ngwat), et un exil de quelques années dans l’arrière pays, le Chef Bidjocka conserve son trône jusqu’à la déroute des Allemands durant la Première Guerre mondiale.

#### Sous le mandat et la tutelle française
L’arrivée de l’administration française va confirmer le salut de Bidjocka Bi Tum qui va exercer son règne jusqu’à ce qu’un banal malentendu le fasse destituer au profit de Gwet bi Bodog. Après la mort de ce dernier et son remplacement par son frère Mbéa Bodog qui se révèle défaillant, le Chef Bidjocka revient en grâce et accède de nouveau à la dignité de Chef du Canton Ndogbessol avant de décéder quelques mois plus tard le 16 août 1938 dans son palais.
Après le décès de Bidjocka Bi Tum, la régence est confiée à son ancien secrétaire Ndjab Nliba qui va délocaliser la chefferie pour l’installer à Messondo malgré les protestations des ayants droit légitimes.
Plusieurs chefs se succéderont à la tête du village Bidjocka après une période de régence assurée par Bikim Bi Tum. Il s’agit essentiellement des fils de Bidjocka Bi Tum à l'instar de Bidjocka jacques « le Grand » qui sera destitué, de Bell Bidjocka Joseph, de Bidjocka Daniel et de son fils Bidjocka Albert. C'est en 1957 que Bidjocka jacques « le Grand » accède à la Chefferie Supérieure restée vacante après la destitution de MBéa Bodog le 11 avril 1938. Cette chefferie supérieure est restée vacante depuis le décès de Chef Bidjocka Jacques en 1961.

#### De l'indépendance en 1960 à nos jours
L'indépendance n'a pas fondamentalement modifié la structure de l'administration territoriale camerounaise. Aussi la chefferie traditionnelle a conservé le même statut que durant la période coloniale. En 1985, le village de Bidjocka sera divisé en deux pour donner naissance à un nouveau village dénommé Hikoa Malep.

## Population et société

### Démographie
En 1963, la population de Bidjocka était de 503 habitants. Bidjocka comptait 565 habitants lors du dernier recensement de 2005. La population est constituée pour l’essentiel de Ndog Nken, un sous-groupe du clan Ndog Bessol, lui-même appartenant au groupe ethnique Elog Mpoo, encore connu sous le nom de Bakoko, quoiqu'ils s'expriment plutôt en langue bassa, un autre groupe ethnique qui lui est apparenté.

### Éducation
Du fait de la présence et de l’importance de sa chefferie, le village Bidjocka a très tôt été un centre de diffusion du savoir. C’est aux Églises chrétiennes et notamment à l’Église presbytérienne camerounaise (EPC), que l’on doit la première école primaire du village à travers les écoles confessionnelles, puis l'école catholique Saint-Étienne (qui ferme ses portes en 1973/74). L'école publique quant à elle va naître dans les années 1970, plus précisément en 1975/76, d'abord dans les bâtiments de l'ex-école protestante avant la construction d'abord par les populations et ensuite par la dotation de salles de classe modernes, non loin de l'ancienne.

### Sports

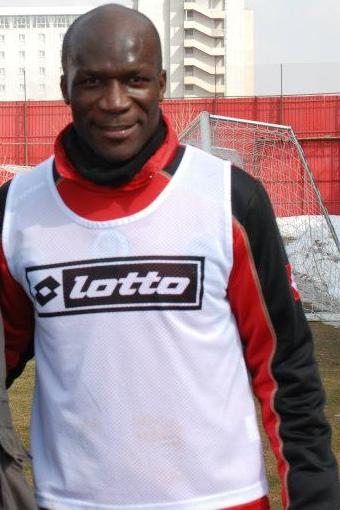
Hervé Tum Bidjocka, footballeur professionnel

Le football est l’activité sportive principale. Le village possède un terrain de football de dimension olympique qui est très sollicité lors des périodes de vacances scolaires pendant lesquelles se déroulent des championnats inter-villages dont la popularité est maximale. L'équipe du village, Brazil Football Club de Bidjocka, a vu défiler des générations de joueurs talentueux parmi lesquels ont émergé Bidjocka Vincent qui a été sociétaire du Club de première division camerounaise Dragons Club de Yaoundé à la fin années 1970, de même que le joueur de football professionnel Hervé Tum qui a évolué dans les championnats d'élite de Suisse, de France et de Turquie.
La lutte traditionnelle, l’apprentissage des arts martiaux, le handball et autres sont également pratiquées.

### Santé
Le village est le siège d’un Centre de Santé Intégrée et d’une maternité qui accueille tous les habitants des villages alentour. La pharmacopée locale tirée de la forêt environnante complète ce dispositif médical. Une nouvelle maternité a été construite et reste en attente de finition et d’équipements.

## Politique et administration
Bidjocka est un village de l'arrondissement de Messondo. Il est administré par un Chef de village de 1er degré. Le village fut autrefois doté d'un Chefferie supérieure (1er degré) restée vacante depuis 1961 et d'une chefferie de canton (2e degré) jusqu'en 1938.

### Liste des chefs du village Bidjocka
| Année              | Chef supérieur des Bassa Bati Mpoo                       |
| ------------------ | -------------------------------------------------------- |
| 1907 – 1911        | Bidjocka Bi Tum                                          |
| Année              | Chefs supérieurs de la région Ndogbessol ou de 1er degré |
| 1907 – 1932        | Bidjocka Bi Tum                                          |
| 1932 – 1938        | Gwet Bi Bodog et Mbéa Bodog                              |
| 1957 – 1961        | Bidjocka Jacques                                         |
| Année              | Chefs de Canton ou de 2e degré                           |
| Avril-juillet 1938 | Bidjocka Bi Tum                                          |
| 1939 – 1982        | Ndjab Nliba                                              |
| 1984 – 1988        | Mpeck Bidjocka Gaston                                    |
| en cours           | Lissomb Li Goueth                                        |
| Année              | Chefs de village ou de 3e degré                          |
| 1907-1938          | Bidjocka Bi Tum                                          |
| 1938 – 1942        | Bikim Bi Tum (Capita ou régent)                          |
| 1943 – 1944        | Bidjocka Jacques                                         |
| 1944 – 1955        | Bell Bidjocka joseph                                     |
| 1955 – 1985        | Bidjocka Daniel                                          |
| 1985-1997          | Poste vacant                                             |
| 1997 -             | Bidjocka Albert                                          |

## Personnalités liées au village
- Bili Bidjocka : artiste peintre camerounais (Art contemporain)[4],[5].
- Hervé Tum : footballeur international camerounais[6],[7].